# Щербанівський заказник
Щерба́нівський зака́зник — ландшафтний заказник місцевого значення в Україні. Розташований в адміністративних межах Трипільської сільської ради Обухівського району Київської області. 
Площа 67,2 га. Об'єкт був створений рішенням 35 сесії Київської обласної ради V скликання від 21 жовтня 2010 року № 866-35-V. Землекористувачами більшої частини території заказника є ДП «Ржищівський лісгосп». 

## Опис
Урочище є розлогою степовою балкою з природною рослинністю. Його схили поперечно еродовані та вкриті переважно степовою трав'янистою рослинністю. Головною цінністю території є степовий флористичний комплекс, що зберігся у верхній та середній частинах схилів. Основу його складає ряд видів злаків, зокрема головний степовий куртиноутворювач — вівсяниця борозниста (типчак). Крім того, на західних схилах урочища зберігся типчаково-ковиловий степ. Частина схилів вкрита сухими типчаковими комплексами за участі пирію середнього, а в нижній своїй частині типчаково-різнотравними степами. Угруповання ковили занесені до Зеленої книги України, а сама ковила до Червоної книги України. Серед різнотрав'я варто відмітити такі лікарські види як шавлія лучна, деревій дрібнолистий, полин гіркий, астрагал солодколистий, дивина лікарська, частина з них є ще й цінними медоносними рослинами. Надзвичайно естетично привабливого вигляду балка набуває в кінці травня – на початку червня під час квітування основної частини рослин. 
Серед видів, занесених до Червоної книги України, тут постійно мешкають такі метелики, як махаон, подалірій, а також є рідкісний джміль яскравий, вусач земляний-хрестоносець та цінні запилювачі степових рослин — бджола-тесляр фіолетова та сколія степова. На заліснених ділянках вздовж струмків, де зростають старі верби, зустрічається ще одна занесена до Червоної книги України комаха — вусач мускусний. 
Для заказника характерне високе різноманіття наземних молюсків, притаманних степовим біотопам свідчить про гарне збереження степу як такого. На території урочища постійно зустрічається низка видів земноводних: група зелених жаб, жаба гостроморда, ропуха звичайна. Плазуни представлені типовими для регіону ящіркою прудкою та вужем звичайним. 
Більшість місцевих видів птахів характерні для лучних ландшафтів. Це трав'янка лучна, вівсянка звичайна, просянка, посмітюха, жайворонок польовий, плиски жовта та біла, одуд, сорока. Відкриті ділянки урочища є угіддями для полювання низки хижих птахів, що охороняються на європейському рівні. Це підсоколик великий,
боривітер звичайний, канюк звичайний та яструб малий. Трапляється також лунь лучний, занесений до Червоної книги України. Із ссавців тут можна зустріти зайця сірого, лисицю звичайну та велике різноманіття дрібних мишовидних гризунів, притаманних біотопам степових балок Наддніпрянщини.